# Kortnäbbad mås
Kortnäbbad mås (Larus brachyrhynchus) är en nyligen urskild fågelart i familjen måsfåglar inom ordningen vadarfåglar. Fram tills nyligen behandlades den som underart till fiskmåsen, men urskijs allt oftare som egen art. Fågeln  häckar i nordvästra Nordamerika och övervintrar utmed Stillahavskusten söderut till nordvästra Mexiko. Den har vid ett enda tillfälle med säkerhet noterats i Europa, 2003 i Azorerna.

## Utseende och läte
Kortnäbbad mås är en liten till medelstor måsfågel, med kroppslängden 41–46 cm och vingspannet 96–102 cm. Liksom nära släktingen fiskmåsen har den adulta fågeln i sommardräkt grå ovansida, svarta vingspetsar med vita slantar, vitt huvud och vit undersida samt gul näbb och gula ben. Ögat är relativt stort och näbben slank och kort. Den spräckliga ungfågeln ruggar sin dräkt i omgångar tills den anlägger adult dräkt under sitt tredje levnadsår.
Arten är mycket lik fiskmåsen, men är något mindre med som namnet avslöjar relativt kort näbb. Jämfört med nominatformen av fiskmås har den också mörkare grått på rygg och vingovansida. Fiskmåsen har vidare mer svart på vingspetsarna och mer mitt på huvudet vintertid. Fiskmåsens näbb är även gulare och kan olikt kortnäbbad mås ha ett svart band även sommartid.

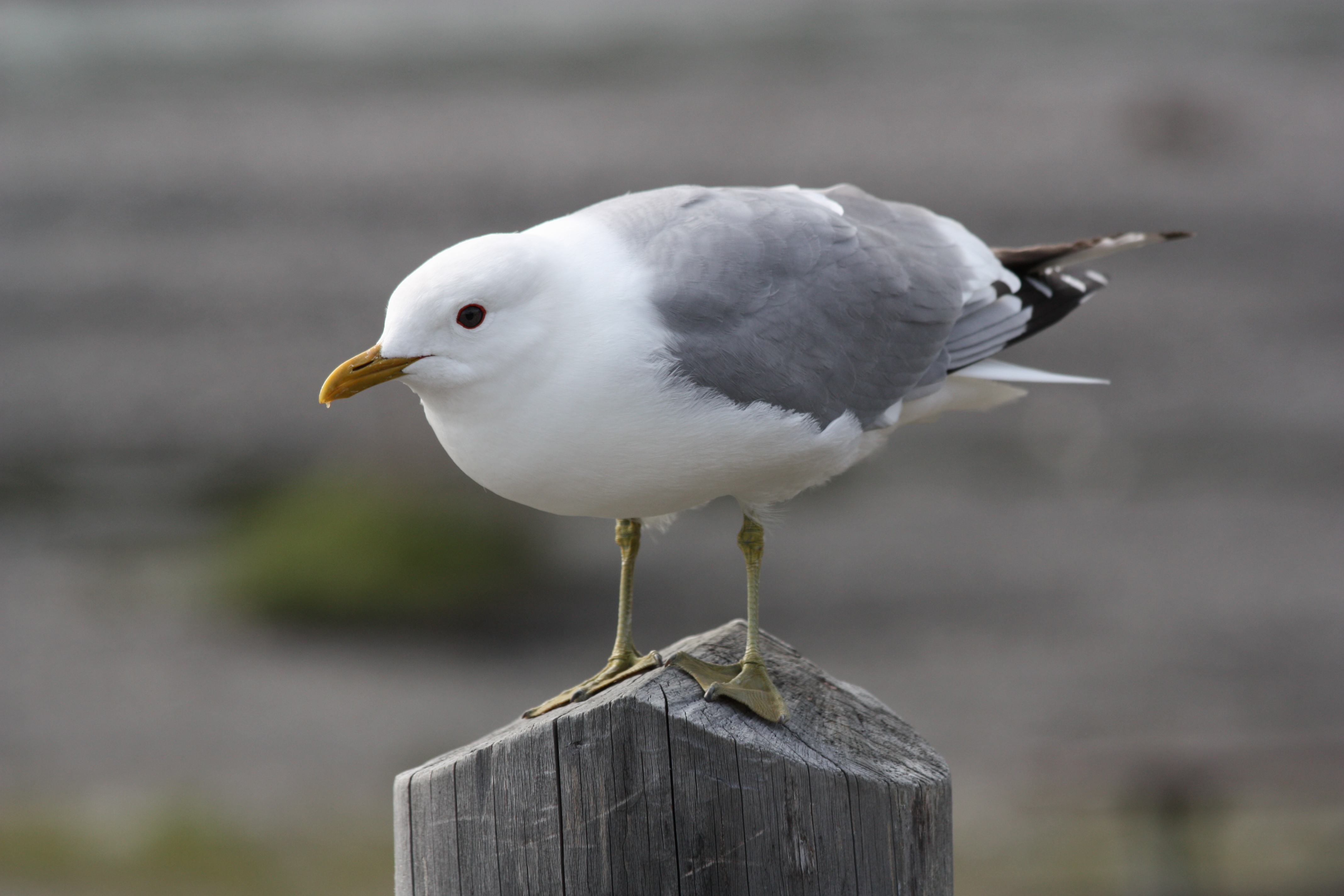
Kortnäbbad mås i häckningsdräkt.

Jämfört med fiskmåsen är ungfågeln mycket mörkare med brungrå fjäderdräkt. Under första vintern ljusnar dräkten något rnen förblir kontrastlös och saknar tydliga svarta eller vita partier. Ung fiskmås har då tydligt avgränsat smalt svart band på stjärten, tydliga brunaktiga spetsar på undre vingtäckarna och generellt vitare buk med mer spridd bandning och fläckning, särskilt på sidorna. Vidare uppvisar fiskmåsen också ett svagt band tvärs över armpennorna och mörka yttre handpennor underifrån. I ansiktet är den ljus runt näbbroten och i pannan, där ung kortnäbbad mås är typiskt brunstreckad. Även under första sommaren har kortnäbbad mås en ljusbrun grundton där fiskmåsen av nominatformen är vit. Andra vintern har kortnäbbad mås fortfarande kvar ett suddigt svart ändband på stjärten, medan fiskmåsens är helvit. På sittande fågel syns också att kortnäbbad mås har svarta teckningar på några av tertialerna.

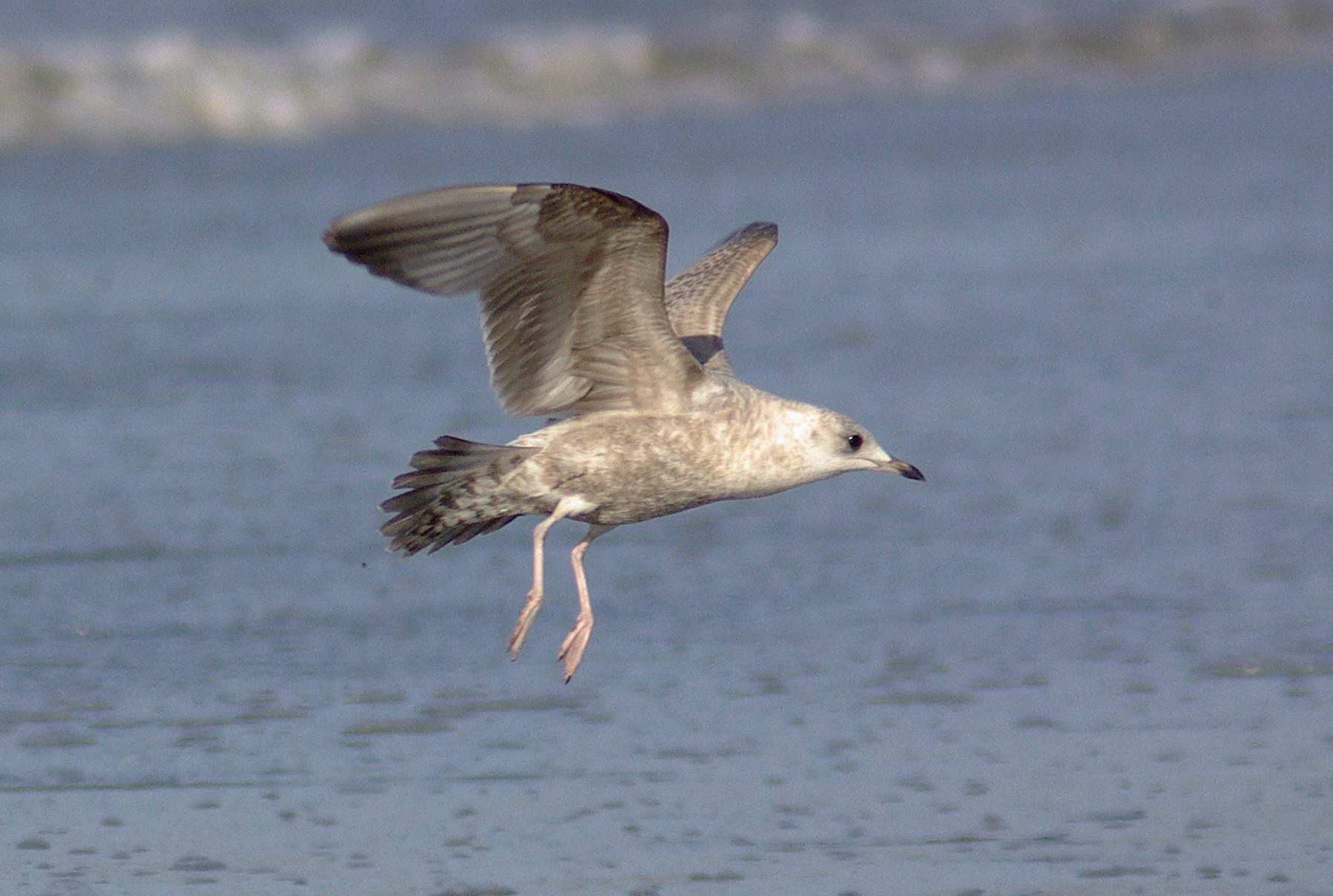
Ung kortnäbbad mås.

Även lätena hos kortnäbbad mås liknar mycket fiskmåsens, men är möjligen ljusare och mindre ihåliga. Spellätet skiljer sig mer, inlett med tre korta och vassa ”ka” följt av tre ljusa och utdragna ”kiia” som var och en faller något. och därefter sex till åtta snabba ”ka” eller ”kew” som stammar något mot slutet.

## Utbredning och systematik
Kortnäbbad mås häckar i Alaska och västra Kanada österut till nordvästra Manitoba och i sydväst till södra British Columbia. Vintertid ses den utmed Stillahavskusten från sydöstra Alaska till norra Baja California. Arten påträffas sällsynt inåt landet under höst och tidig vinter från södra Alberta, östra Washington, norra Idaho, nordvästra Montana och östra Oregon till nordöstra Kalifornien, Nevada, Utah, Salton Sea i sydöstra Kalifornien och Arizona. Mer tillfälligt kan den ses, vanligen vid större vattenreservoarer, österut till områdena kring Stora sjöarna i norr och Texas i söder.

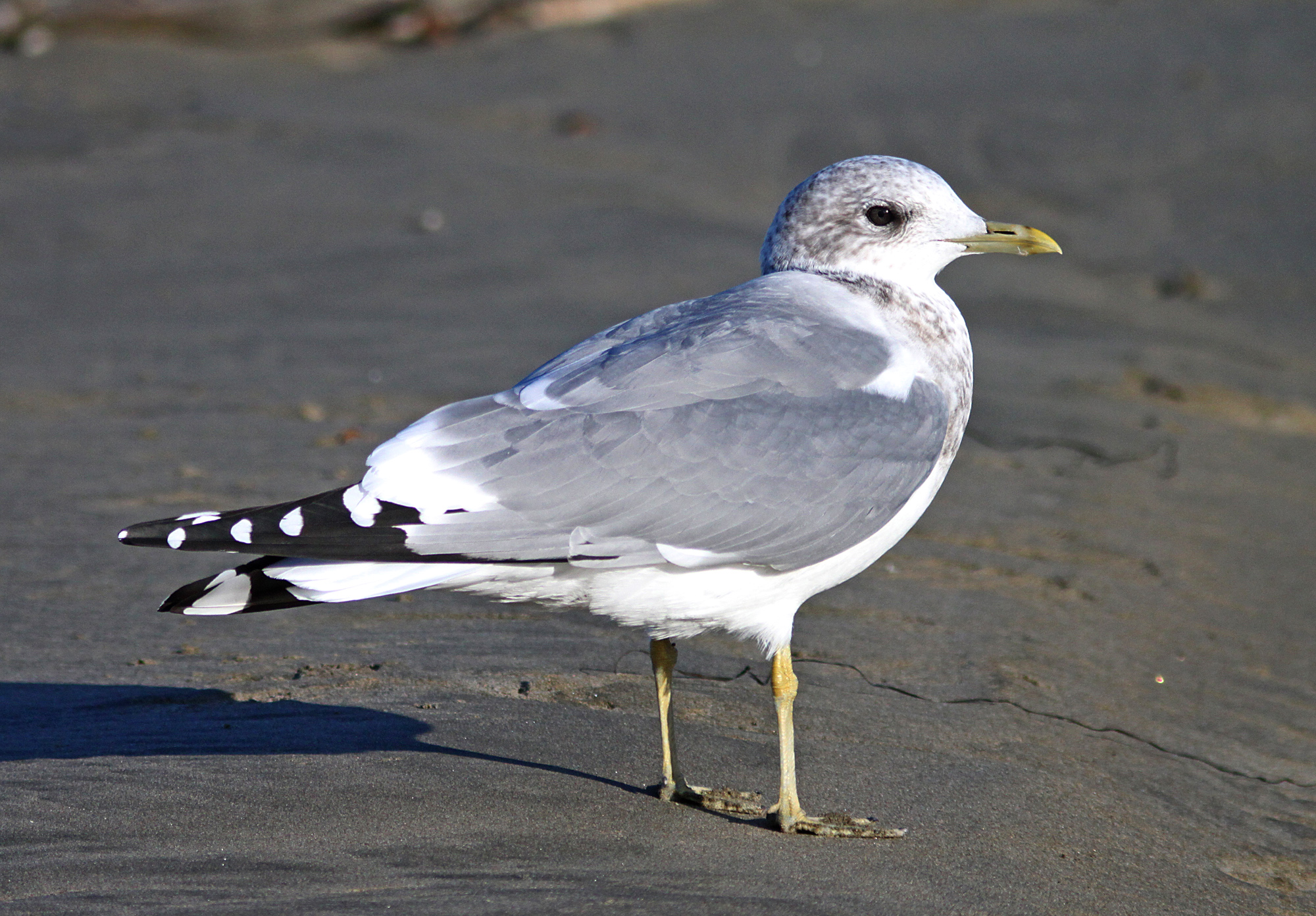
Adult kortnäbbad mås i vinterdräkt fotograferad i Kalifornien.

Den har med säkerhet påträffats i Europa en enda gång, 18 februari 2003 på ön Terceira i portugisiska ögruppen Azorerna.

### Artstatus
Kortnäbbad mås beskrevs som egen art, men inkluderades 1931 under fiskmåsen som underart. Sedan 2021 urskiljs den återigen, av tongivande taxonomiska auktoriteterna Clements m.fl. och International Ornithological Congress (IOC). Även svenska BirdLife Sveriges taxonomiska kommitté följde efter 2022. Artstatusen motiveras med en kombination av genetiska, lätesmässiga och morfologiska skillnader.

## Levnadssätt
Häckningstid utnyttjar kortnäbbade måsen vitt skilda miljöer, från sjöar, floder, klippkuster, tundra, våtmarker och öar. Den häckar i kolonier med några få individer upp till flera hundra par, på marken eller, ovanligt bland måsar, i träd. Vintertid är den en karakteristisk fågel utmed stränder och flodmynningar. Endast sällsynt ses den längre ut till havs. Den kan också påträffas över land på översvämmade fält och betesmarker samt kring vattenreningsanläggningar. Födan består av fisk, insekter och ryggradslösa djur, men kan även ta säd och bär. Fågeln har också noterats stjäla föda från andra.

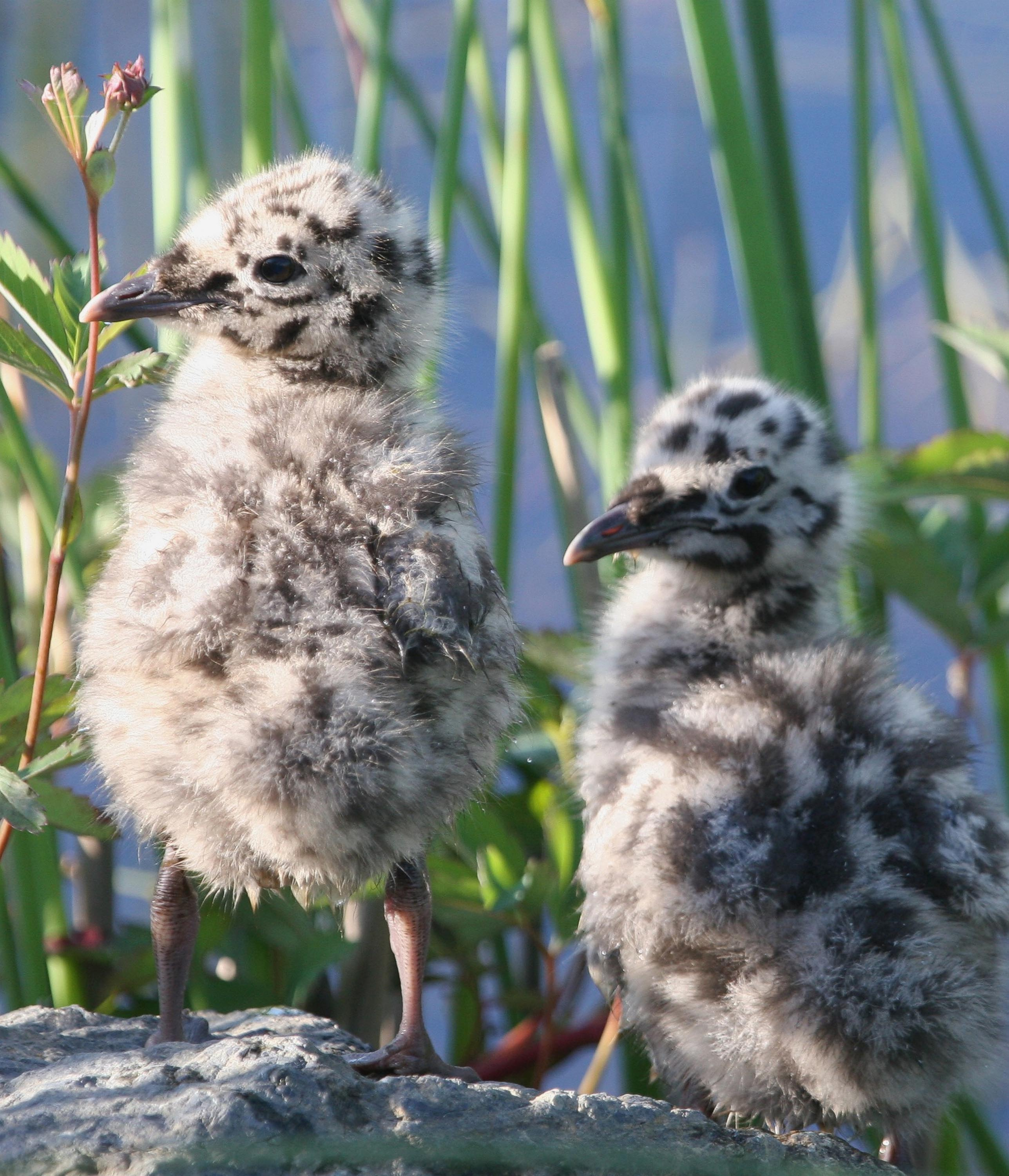
Nyligen flygga ungar.

## Status
IUCN erkänner den ännu inte som art, varför dess hotstatus formellt inte fastställts. Beståndet har uppskattats till 360 000 vuxna individer.